# VANOS

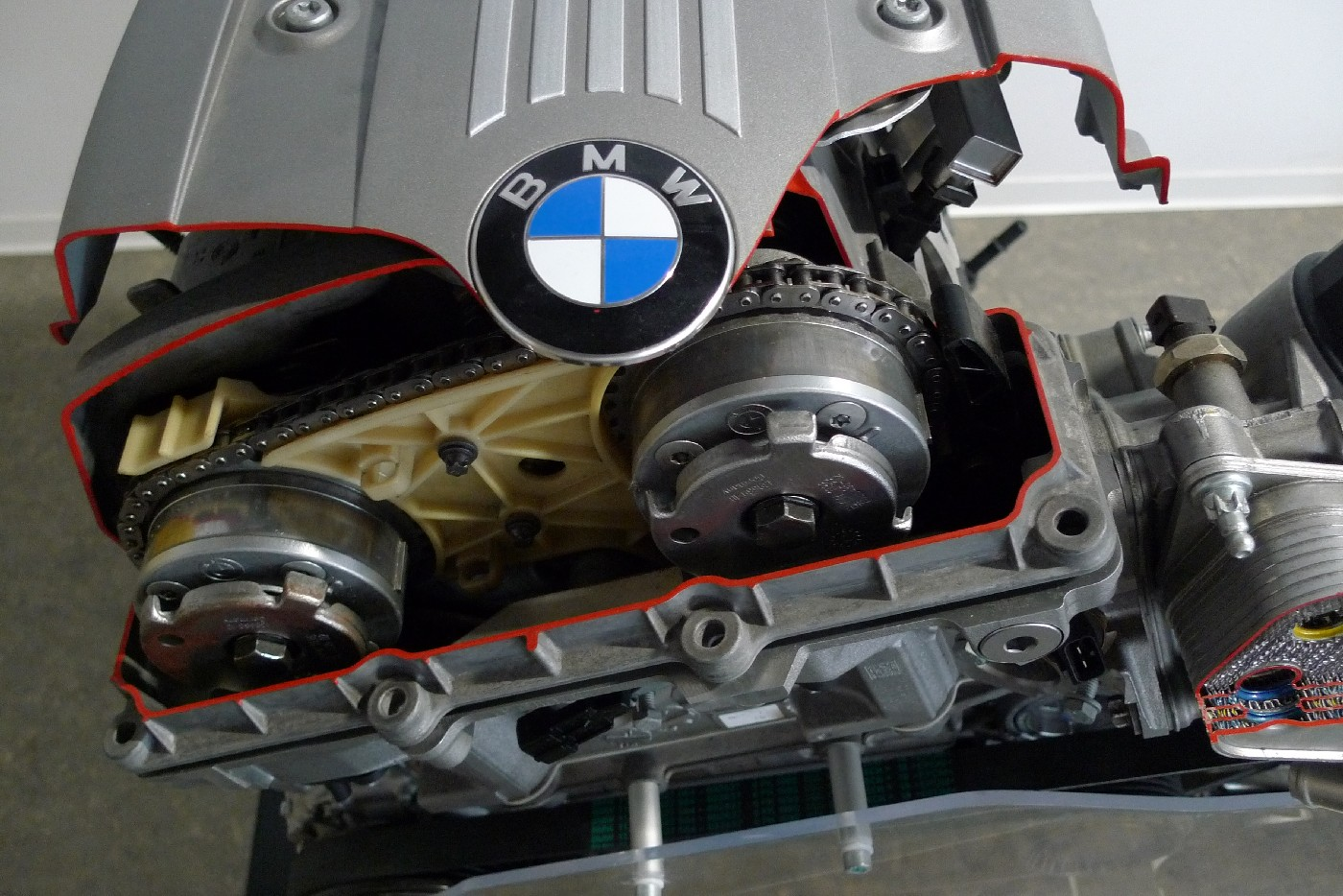
Jednotka VANOS

VANOS (německy Variable Nockenwellen Steuerung) je zkratka označující motory automobilky BMW s proměnným časováním ventilů. Proměnné časování ventilů (též VVT z anglického Variable valve timing) je technologie, která se v automobilovém průmyslu využívá pro optimalizaci parametrů čtyřtaktních spalovacích motorů. Motory díky ní dosahují při nižší spotřebě vyšších výkonů. 
Moderní benzinové motory automobilky BMW jsou vybaveny systémem Vanos. Jedná se o motory s variabilním ventilovým rozvodem. Variabilní rozvody jsou používány ke zdokonalení výměny náplně válců pístového spalovacího prostoru. Zkratka Vanos vznikla z německého VAriable NOckenwellen Steuerung (Variabilní časování vaček). Jedná se o jedno z technických řešení umožňující změnu časování ventilů, pomocí elektro-hydraulicky ovládaných vačkových hřídelí. Společnost BMW toto zařízení představila v roce 1992 u modelu BMW M50. Systém Vanos na základě údajů o otáčkách motoru a poloze plynového pedálu natáčí vačky sacích ventilů, čímž posouvá časování ventilů až o 42 ° vůči klikové hřídeli. V roce 1996 přišla automobilka s dalším vylepšením rozvodového mechanismu. Na rozdíl od klasického systému Vanos, který ovládal časování pouze sacích ventilů, ovládá nový systém „Double Vanos“ vačkový sací hřídel a navíc i vačkový hřídel výfukových ventilů. To umožňuje ještě lepší regulaci časování ventilového rozvodu.